# Cratere Malachite
Malachite è un cratere sulla superficie di 2867 Šteins.